# Freeburn (Kentucky)
Freeburn es un lugar designado por el censo ubicado en el condado de Pike en el estado estadounidense de Kentucky. En el Censo de 2010 tenía una población de 399 habitantes y una densidad poblacional de 127,53 personas por km².

## Geografía
Freeburn se encuentra ubicado en las coordenadas 37°33′43″N 82°9′5″O / 37.56194, -82.15139. Según la Oficina del Censo de los Estados Unidos, Freeburn tiene una superficie total de 3.13 km², de la cual 3.13 km² corresponden a tierra firme y (0%) 0 km² es agua.

## Demografía
Según el censo de 2010, había 399 personas residiendo en Freeburn. La densidad de población era de 127,53 hab./km². De los 399 habitantes, Freeburn estaba compuesto por el 100% blancos, el 0% eran afroamericanos, el 0% eran amerindios, el 0% eran asiáticos, el 0% eran isleños del Pacífico, el 0% eran de otras razas y el 0% pertenecían a dos o más razas. Del total de la población el 0.25% eran hispanos o latinos de cualquier raza.